# Pietro Alex Marra
ピエトロ・アレックス・マッラ（Pietro Alex Marra、1984年 - ）は、アーティスト。

## 略歴
エンタテインメント科学とマルチメディア・プロダクションにおけるオーディオビジュアル・システムの企画・管理を専攻。ボローニャ美術アカデミーで学んだ。
多面的なアーティストであり、ビデオ・デジタル・アートの提唱者でもある。デジタル・アートの表現者である。ビデオとその言語に関する全面的な研究に専念してきた。
特に、グリッチやデータモッシングのような破壊的な断章や、3Dバーチャル構築物（ビデオマッピング）に注目している。現在、フィレンツェ美術アカデミーのデジタルビデオ科教授。彼の芸術全般に対する関わり方は、様々な要因に影響されており、それらは、彼のビジョンと文化的背景を決定づけた経験に関する研究と知識の道筋から、彼が創作するもの全てに浮き彫りにされている。
ピエトロ・アレックス・マッラは、ヴァーチャル・アートの継続的な研究を行っており、写真からビデオ・インスタレーションまで、知覚と経験が形となる媒体を移し替えながら、ヴァルター・ベンヤミンの理論にアプローチしている。このアーティストは「デジタル聖杯の "オーラ"」を探し求め、連続的なビジュアル・エキシビションの中で、社会的、文化的な側面に関わる問題を扱っている。過去の展覧会は南通国立博物館（中国）、パラナ州グアラトゥーバ（ブラジル）、ソコーレ（ポーランド）。